# 삼정중학교 (경남)
삼정중학교(三政中學校)는 대한민국 경상남도 김해시 삼정동에 위치한 공립 중학교이다.

## 학교 연혁
- 1994년 1월 8일 : 삼정중학교 12학급 설립인가
- 1994년 3월 1일 : 개교
- 1994년 4월 1일 : 유도부 창단
- 1997년 2월 14일 : 제1회 졸업식 (졸업생 598명)
- 2023년 2월 9일 : 제27회 졸업식 193명 (누계 9,710명)
- 2023년 3월 2일 : 7학급 입학 197명
- 2023년 9월 1일 : 제14대 김단우 교장 취임

## 참고 자료
- 삼정중학교 - 한국교육학술정보원 학교알리미